# کریژینکوو
کریژینکوو (به چکی: Křižínkov) یک منطقهٔ مسکونی در جمهوری چک است که در ناحیه برنو-تسوونتری واقع شده‌است. کریژینکوو ۲٫۸۹ کیلومتر مربع مساحت و ۱۹۲ نفر جمعیت دارد و ۴۶۸ متر بالاتر از سطح دریا واقع شده‌است.